# Ralph van Deusen
Ralph van Deusen (* 13. Mai 1976) ist ein niederländischer Drehbuchautor.

## Leben
Ralph van Deusen belegte Kurse an der Universiteit Utrecht und an der Hogeschool Sint-Lukas Brussel in audiovisual Arts. 1996 zog er nach Los Angeles. Ralph Van Deusen leidet seit einer Erkrankung in seiner Kindheit an einer Sprachstörung. Er arbeitet als Drehbuchautor und Ghostwriter.

## Filmografie
- 1996: My Mother’s Messias
- 1997: Target:Teacher
- 1999: Das Geheimnis der Sicherheit (The Secret) (Regie: Dani Levy, Produktionsfirma: Condor Films)
- 2002: Highway (Regie: Xavier Koller, Produktionsfirma: Condor Films)
- 2006: Pilots (Regie: Thomas Gerber, Produktionsfirma: Condor Films)